# Bolesław Smela

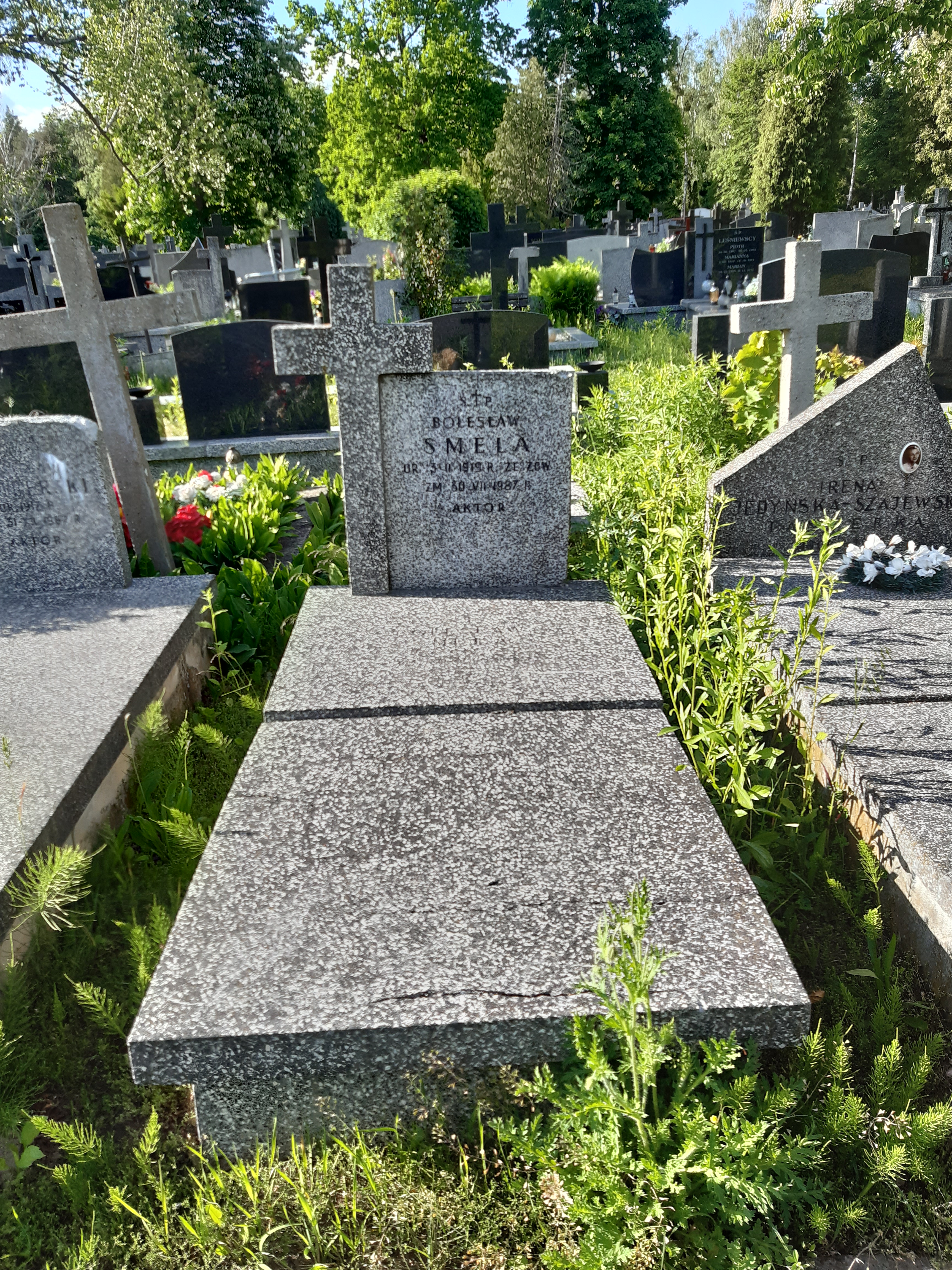
Grób aktora na cmentarzu w Skolimowie

Bolesław Smela (ur. 13 lutego 1919 w Rzeszowie, zm. 30 lipca 1987 w Skolimowie) – polski aktor, teatralny, filmowy i telewizyjny, reżyser teatralny.

## Życiorys
Urodził się 13 lutego 1919 w Rzeszowie, w rodzinie chłopskiej. W 1945 ukończył Liceum Handlowe w Rzeszowie. Jako aktor był samoukiem. Zadebiutował 10 listopada 1945 rolą Fon Kostryna w spektaklu Balladyna Juliusza Słowackiego w reż. Wandy Siemaszkowej i Bronisława Skąpskiego na deskach Teatru Ziemi Rzeszowskiej w Rzeszowie. W 1948 zdał aktorski egzamin eksternistyczny na PWST w Krakowie.
Występował na scenach: Teatru Ziemi Rzeszowskiej (1945/1946), Miejskich Teatrów Dramatycznych w Krakowie (1946–1948), Teatru Polskiego w Poznaniu (1948/1949), a następnie przez 10 sezonów w Teatrze Śląskim w Katowicach. W sezonie 1959/1960 grał w Teatrze im. Wandy Siemaszkowej w Rzeszowie, a w 1960/1961 ponownie w Katowicach. Aktor Teatrów Dramatycznych we Wrocławiu (1961/1962), Teatrów Dolnośląskich w Jeleniej Górze (1962/1963), Teatru im. Stefana Żeromskiego w Kielcach (1963/1964). W latach 1964–1967 występował w Teatrze Ludowym w Nowej Hucie, w latach 1967–1971 i 1974–1977 w Starym Teatrze w Krakowie, w sezonie 1971/1972 w Teatrze im. Stefana Jaracza w Łodzi oraz w latach 1972–1974 w Teatrze im. Juliusza Słowackiego w Krakowie. W latach 1977–1985 był aktorem Teatru Powszechnego w Warszawie.
W Teatrze Śląskim w Katowicach rozpoczął również działalność reżyserską, ale zawodowym reżyserem nigdy nie został. Był typowym aktorem charakterystycznym, najczęściej obsadzanym w rolach drugoplanowych i epizodycznych.
Występował również w Teatrze Telewizji, m.in. w spektaklach: Cymbelin Williama Szekspira w reż. Jerzego Jarockiego (1968), Zygmunt August Stanisława Wyspiańskiego w reż. Zygmunta Hübnera (1969), Gracz Fiodora Dostojewskiego w reż. Bogdana Hussakowskiego (1970), Klątwa Stanisława Wyspiańskiego w reż. Konrada Swinarskiego (1970) oraz w Pigmalionie George’a Bernarda Shawa w reż. Józefa Słotwińskiego jako Alfred Doolittle (1971), Wariacie i zakonnicy Witkacego w reż. Bogdana Hussakowskiego jako profesor Waldorf (1972), Krzysztofie Kolumbie Michela de Ghelderode’a w reż. Krystyny Skuszanki w roli tytułowej (1973), Graczach Nikołaja Gogola w reż. Bogdana Hussakowskiego jako ojciec Głow (1973), Czajce Antona Czechowa w reż. Ireny Wollen jako Szamrajew (1975), Czarownicach z Salem Arthura Millera w reż. Zygmunta Hübnera jako Giles Corey (1979) i Spiskowcach Josepha Conrada w reż. Zygmunta Hübnera jako Mikulin (1987).
Zmarł 30 lipca 1987 w Skolimowie i został pochowany w kwaterach aktorów na tamtejszym cmentarzu.

## Filmografia
- Czerwone berety (1962) – major Bilewicz
- Stawka większa niż życie (serial telewizyjny) (1968) – wysłannik z "Centrali" (odc. 10. W imieniu Rzeczypospolitej)
- Co jest w człowieku w środku (1969) – proboszcz
- Sędziowie. Tragedya (1974) – dziad, ojciec Jewdochy
- Pasja (1977) – Jakub Szela
- Wśród nocnej ciszy (1978) – Bolesław Raster, preparator zwłok
- Klincz (1979) – Tadeusz "Pałka" Pałczyński
- Jeśli serce masz bijące (1980) – dziadek Pacuła
- Stacja (1981) – stary

## Odznaczenia, nagrody i wyróżnienia
- Krzyż Kawalerski Orderu Odrodzenia Polski (1979)
- Złoty Krzyż Zasługi (1953)[1]
- Wyróżnienie na Festiwalu Polskich Sztuk Współczesnych za rolę Malleya w spektaklu Zwykła sprawa Adama Tarna w Teatrze Śląskim im. Stanisława Wyspiańskiego w Katowicach (1951)
- Nagroda Państwowa III stopnia (zespołowa) za role: tytułową w spektaklu Mazepa Juliusza Słowackiego i Stryżenia w Zagładzie eskadry Aleksandra Korniejczuka w Teatrze Śląskim im. Stanisława Wyspiańskiego w Katowicach (1953)
- Nagroda na III Wrocławskim Festiwalu Teatralnym za rolę Jegora Bułyczowa w spektaklu Bułyczow, Dostigajew i inni Maksima Gorkiego w Teatrach Dramatycznych we Wrocławiu (1962)